# Waldgericht – Ein Schwarzwaldkrimi
Waldgericht – Ein Schwarzwaldkrimi ist ein zweiteiliger deutscher Fernsehfilm von Marcus O. Rosenmüller aus dem Jahr 2021. Der erste Teil mit dem Titel Die schwarze Frau wurde am 4. Januar 2021 im ZDF als Fernsehfilm der Woche erstmals ausgestrahlt; der zweite Teil mit dem Titel Die Verwandlung am Folgetag. Der Mystery-Thriller entstand nach einem Drehbuch von Anna Tebbe und ist nach Und tot bist Du! – Ein Schwarzwaldkrimi (ebenfalls zwei Teile) die zweite Produktion aus der Filmreihe Ein Schwarzwaldkrimi mit Jessica Schwarz und Max von Thun in den Hauptrollen.

## Handlung
Im Schwarzwald wurde Obstbauer Eugen Trost tot aufgefunden. Mysteriös ist die Art, wie die Leiche zur Schau gestellt wurde, denn der mutmaßliche Mörder hat den Mann auf seiner eigenen Streuobstwiese als Vogelscheuche drapiert und kopfüber in der Erde eingegraben. Maris Bächle und ihr Kollege Konrad Diener vermuten anhand dieser spektakulären Inszenierung ein persönliches Motiv. Die Einheimischen sprechen sogleich von Erdgeistern, denn nach einer Sage verschwinden diese beim Morgengrauen, nach ihrer getanen Nachtarbeit, kopfüber in ihren Löchern im Erdreich. Einiges deutet aber auch auf militante Umweltschützer hin, denn da Trost seinen Hof allein bewirtschaftete, setzte er entsprechend viele Chemikalien ein und nutzte auch Asylbewerber als billige Arbeitskräfte aus.
Kurz darauf stirbt Johannes Schindelar, der Besitzer einer Gerberei. Er ist im Laugenbad ertrunken, was durchaus ein Unfall gewesen sein könnte. Doch da Schindelar bei seinen Angestellten sehr unbeliebt war und Maris Bächle eine kleine  Einstichstelle in Knöchelhöhe findet, wie sie bereits bei Eugen Trost aufgetreten war, gehen die Ermittler auch hier von einer Art Hinrichtung aus. Beide galten als Ausbeuter. Ein weiterer Zusammenhang scheint ein kleines Zeichen zu sein, dass jeweils am Haus des Opfers ins Holz geritzt wurde.
Für Konrad Diener kommen zu den mysteriösen Mordfällen auch noch private Probleme dazu, denn sein 14-jähriger Sohn Emil ist aus einem Zeltlager spurlos verschwunden. Diener macht sich große Vorwürfe, da Emil nur sehr widerwillig mitgefahren war und er ihn mehr oder minder dazu gedrängt hatte. Eine intensive Suche in den Wäldern der Umgebung bleibt ergebnislos, doch plötzlich taucht der Junge nach zwei Tagen wieder auf. In dieser kurzen Zeit hat sich Emil spürbar verändert, denn aus dem introvertierten, ängstlichen Jungen ist ein selbstbewusster junger Mann geworden, der sich auf einmal gegen seine Klassenkameraden durchsetzen kann. Was in den zwei Tagen passiert war, darüber schweigt Emil beharrlich, nur Maris Bächle ahnt, was ihm passiert sein könnte. Sie selbst wurde als achtjähriges Kind im Wald gefunden und ihre Erinnerungen daran sind plötzlich geweckt. Auch sie hatte damals im Wald jemanden gefunden, der ihr die Angst genommen und sie beschützt hatte. Aber auch sie redet nicht darüber, sondern sucht nun heimlich ihre bekannten Plätze der Kindheit im Wald auf und spürt ihren Erinnerungen nach.
In der Rechtsmedizin, wo Dieners Frau mitarbeitet, finden ebenfalls Nachforschungen statt, denn im Boden der Streuobstwiese wurden diverse menschliche Knochenreste gefunden. So wie es sich darstellt, handelt es sich dabei um Skelettreste von verschiedenen Neugeborenen.
Die Suche nach weiteren Zusammenhängen zwischen den beiden Opfern führt die Ermittler zu der Änderungsschneiderei von Pauline Frey, die seit kurzem spurlos verschwunden ist. Aufgrund mehrerer Indizien in der Schneiderei ist sich Bächle sicher, dass Frey die Frau ist, die ihr damals im Wald geholfen hatte. Sehr wahrscheinlich ist sie die Mörderin von Trost und Schindelar, was untermauert wird, als Feuerwehroberbrandmeister Gerhard Diebold durch Selbstentzündung seiner Kleidung zu Tode kommt. Seinen neuen Trainingsanzug hatte Pauline Frey vor kurzem in ihrer Schneiderei, wo sie den Stoff vermutlich präpariert hat. Die Ermittler kommen zu der Erkenntnis, dass sich Frey entsprechend einer alten Sage um Waldgeister und ein sogenanntes Waldgericht im Mittelalter zu einer Art Richterin berufen fühlt. Die Suche nach ihr führt Diener und Bächle an einen mystischen Ort mitten im Schwarzwald. Hier treffen sie auf Pauline.
Pauline Frey war schon als Kind recht sonderbar. Nun hatte sie sich ganz in die mystische Welt der Waldgeister geflüchtet, nachdem die menschliche Welt ihr nur Enttäuschung gebracht hatte. Ihr Vater war seinerzeit sehr betrübt, nur eine Tochter und keinen Stammhalter zu haben. Deshalb adoptierte er einen fast erwachsenen Sohn. Pauline machte mit Roman ihre ersten sexuellen Erfahrungen und bekam insgesamt drei Kinder von ihm. Aber er spielte nur mit ihr und reichte sie sogar als Sexobjekt an seine Freunde Eugen, Johannes und Gerhard weiter. Jetzt ist Roman nach Jahren plötzlich wieder aufgetaucht und Pauline hat ihn zu sich gelockt, um auch an ihm Rache zu üben, was die Ermittler am Ende auch nicht verhindern können. Bächle macht es traurig, nun die Frau festnehmen zu müssen, die ihr damals ins Leben geholfen und viel Gutes getan hat.

## Produktion
Die Dreharbeiten zu Waldgericht – Ein Schwarzwaldkrimi fanden im Zeitraum vom 28. Juli bis zum 1. Oktober 2020 unter dem Arbeitstitel Waldgericht an unterschiedlichen Drehorten im Schwarzwald, beispielsweise in Freudenstadt, Loßburg, auf der Burg Tannenfels in Baiersbronn (alle im Landkreis Freudenstadt), Schiltach, Hopfau (beide im Landkreis Rottweil) und in Bad Teinach-Zavelstein (Landkreis Calw) statt. Die Kamera führte Stefan Spreer. Für den Ton war Andreas Walther verantwortlich, für das Szenenbild Thomas Neudorfer, für das Kostümbild Mirjam Muschel und für die Maske Sylvia Reusch und Rosa Singhofen.

## Rezeption

### Kritiken
„Mystisch-atmosphärisches Krimirätsel vor sagenhafter Kulisse“, meinten die Kritiker der Fernsehzeitschrift TV Spielfilm über den Film und bewerteten diesen mit dem „Daumen nach oben“.
In der Gießener Allgemeinen Zeitung meinte Kim Luisa Engel: „Dass die Kernhandlung aus den Augen gerät, liegt an den Nebensträngen und blassen Seitenfiguren [...], aber auch an dem mutlos wirkenden Unterfangen, alles mit den Mythen des Schwarzwalds zu verquicken, nur um das Sagenhafte als falsche Fährte zu entlarven. Was bleibt, ist ein Postkarten-Krimi mit touristischer Sagen-Führung bei Vollmond. Dass dunkle Mächte weniger zu fürchten sind als selbstherrliche Räuber, wusste freilich schon der starke Hans, aber dem war es ja auch nicht darum zu tun, dem teutonischen Mystery-Thriller-Genre neuen Lebensodem einzuhauchen. Die Erdgeister werden toben vor Wut in ihren Höhlen.“
Tilmann P. Gangloff vergab auf tittelbach.tv 4,5 von 6 möglichen Sternen und meinte: „Wie schon im ersten ‚Schwarzwaldkrimi‘ des ZDF, ‚Und tot bist Du!‘, ist Autorin Anna Tebbe auch bei ‚Waldgericht‘ (all-in) eine äußerst reizvolle Verknüpfung von Gegenwart und Vergangenheit gelungen. Heimlicher Hauptdarsteller des Zweiteilers mit Jessica Schwarz und Max von Thun ist erneut der Schauplatz, weil Regisseur Marcus O. Rosenmüller und Kameramann Stefan Spreer die bei Touristen überaus beliebte Gegend rund um Freudenstadt bevorzugt von ihrer düsteren Seite zeigen. Der besondere Reiz der Geschichte liegt in der Verquickung einer Mordserie mit allerlei Schauergeschichten sowie der persönlichen Betroffenheit der Kommissarin, denn die Ermittlungen konzentrieren sich schließlich auf jene Frau, die sie als Findelkind unter ihre Fittiche genommen hat. Trotzdem ist es neben den ausnahmslos guten darstellerischen Leistungen vor allem das Zusammenspiel von Bildgestaltung und Musik, das den besonderen Reiz des Films ausmacht.“

### Einschaltquoten
Die Premiere des ersten Teils mit dem Titel Die schwarze Frau wurde am 4. Januar 2021 ausgestrahlt. 7,49 Millionen Zuschauer (Marktanteil von 22,0 Prozent) sahen den ersten Teil zur Hauptsendezeit im ZDF. Am Folgetag sahen 6,87 Millionen Zuschauer den zweiten Teil mit dem Titel Die Verwandlung (Marktanteil von 20,3 Prozent).